# Lithobius materiatus
Lithobius materiatus är en mångfotingart som beskrevs av Filippo Silvestri 1936. Lithobius materiatus ingår i släktet Lithobius och familjen stenkrypare. Inga underarter finns listade i Catalogue of Life.